# Kang Hyeong-cheol
Kang Hyeong-cheol là một đạo diễn phim và nhà viết kịch bản phim người Hàn Quốc. Hai phim duy nhất cho đến nay của ông đều là những phim có doanh thu cao nhất trong năm mà nó phát hành (Ông ngoại tuổi 30 năm 2008 và Sunny năm 2011).
Ông được trao tặng giải thưởng Đạo diễn mới Xuất sắc nhất tại Lễ trao giải Thanh Long lần thứ 30.

## Phim liên quan
- Ông ngoại tuổi 30 (đạo diễn, kịch bản, 2008)
- Sunny (đạo diễn, kịch bản, 2011)